# Maryja Mamaszuk
Maryja Rusłanauna Mamaszuk (ros. Мария Руслановна Мамошук; błr. Марыя Русланаўна Мамашук ;ur. 31 sierpnia 1992) – białoruska zapaśniczka walcząca w stylu wolnym. Wicemistrzyni olimpijska z Rio de Janeiro 2016 w kategorii 63 kg.
Piąta na mistrzostwach świata w 2018 i 2021; siódma w 2014. Mistrzyni Europy w 2016, a druga w 2014 i 2017. Brązowa medalistka igrzysk europejskich w 2015 i dziesiąta w 2019. Trzecia na uniwersjadzie w 2013. Wygrała ME U-23 w 2015 roku.